# Sebourg
Sebourg là một xã ở tỉnh Nord ở miền bắc nước Pháp. Xã này có diện tích 14,23 kilômét vuông, dân số năm 1999 là 1759 người. Xã nằm ở khu vực có độ cao trung bình 50 mét trên mực nước biển. 